# Чельцов, Всеволод Сергеевич
Всеволод Сергеевич Чельцо́в (1902 — ?) — советский учёный в области научной фотографии, химии фотографических процессов и технологии кинофотоматериалов. Лауреат Сталинской премии третьей степени (1950).

## Биография
Родился 17 (30) октября 1902 года.
В 1924 году окончил Московский государственный университет имени М. В. Ломоносова.
С 1930 по 1966 годы работал в Научно-исследовательском химико-физическом институте. С 1966 года трудился в Научно-исследовательском институте химико-фотографической промышленности. Его исследования посвящены основам синтеза фотографических эмульсий, цветному проявлению и разработке технологии цветных кинофотоматериалов. Он является автором множества научных работ и изобретений, оказавших значительное влияние на развитие фотографии и кинематографии.

## Награды и премии
- орден Трудового Красного Знамени (1948) — за достигнутые успехи в деле развития и усовершенствования цветной кинематографии[1].
- Сталинская премия третьей степени (1950) — за разработку нового типа фотоматериалов.

## Научные работы
1. Цветная фотография на трёхслойных светочувствительных материалах, М., 1949 (с А. Н. Иорданским и др.)
2. Цвет в кино, М., 1950 (с А. Н. Иорданским)
3. Цветное проявление трёхслойных светочувствительных материалов, М., 1958 (с С. А. Бонгардом)
4. Цветное фотографирование, М., 1971 (с А. Симоновым и В. Хоменко)